# Bredåkers kyrka
Bredåkers kyrka är en f. d. kyrkobyggnad som tillhör Överluleå församling i Luleå stift. Kyrkan ligger i Norra Bredåker mellan Lule älv och riksväg 97. Byggnaden upphörde som kyrka i november 2024.

## Kyrkobyggnaden
Kyrkan var från början en församlingsgård som började uppföras i januari 1968 och som invigdes 22 september 1968 av biskop Stig Hellsten. 1996 bytte församlingsgården namn till Bredåkers kyrka. En klockstapel uppfördes och invigdes på Alla helgons dag den 31 oktober 1998.

## Inventarier
- Altartavlan är målad på trä av en okänd norsk konstnär. Motivet är en kvinna vid Jesu grav och som möter den uppståndne Jesus eller möjligen en ängel.
- Dopfunten är tillverkad av Nils Juhlin.
- Orgeln är byggd av kantorn i Överluleå, Nils Oskar Alm vid slutet av 1800-talet. 1968 skänketes orgeln till församlingsgården och renoverades av Grönlunds Orgelbyggeri. Ännu en renovering utfördes 1997-1998 av Carl-Anders Markström, organist i Överluleå.
- En kormatta är tillverkad av Signe Enberg.
- En kyrkklocka gjuten 1998 av Bergholtz klockgjuteri.